# Ludwig Wenckenbach
Ludwig Karl Wenckenbach (* 29. September 1803 in Herborn; † 2. März 1854 in Wiesbaden) war ein nassauischer Beamter und Politiker.

## Leben
Ludwig Wenckenbach besuchte die Schule in Herborn, danach 1818 bis 1819 die Dillenburger Lateinschule und anschließend 1819 bis 1822 das Gymnasium Weilburg. Ab 1823 studierte er Rechtswissenschaften an der Universität Marburg.
1826 wurde er Amtsakzessist im Amt Meudt. In gleicher Funktion war er in den Ämtern Herborn (1827), Diez (1828), Idstein (1830), Wehen (1831), Königstein (1832), Selters (1834) und erneut Königstein (1834–1836) tätig. 1836 bis 1838 war er Amtssekretär im Amt Rennerod und 1838 bis 1843 Inquirent am Kriminalgericht Dillenburg. In den Jahren 1843 bis 1844 war er nacheinander als Amtssekretär im Amt Hadamar, Selters und Nassau tätig. 1846 wurde er Landesoberschultheiß im Amt Wehen. Aus diesem Amt wurde er aufgrund seiner liberalen Ansichten 1850 bei geminderter Pension entlassen.

## Politik
Nach der Märzrevolution war er von 1848 bis 1851 Mitglied der Nassauische Ständeversammlung für den Wahlkreis 11 (Idstein/Wehen). Auf der letzten Sitzung des Landtags trat er zurück. Es wurde keine Nachwahl durchgeführt. Er gehörte zu den bekanntesten Oppositionellen nach der Märzrevolution. Er war Teilnehmer des Idsteiner Demokratenkongresses der radikalen Demokraten im Juni 1849 und wurde dort in den 7er-Ausschuss gewählt. Im folgenden Hochverratsprozess gegen führende Teilnehmer vom 8. bis 15. Februar 1850 vor dem Kriminalgericht Wiesbaden wurde er und die anderen Angeklagten durch die Geschworenen freigesprochen.

## Familie
Ludwig Wenckenbach, der evangelischer Konfession war, war der Sohn des Amtsassessors Johann Peter Wenckenbach (* 4. Juli 1774 in Wetter; † 14. Juli 1829 in Herborn) und dessen Frau Johanne Elisabethe Katharina geborene Meerbott (* 11. November 1772 in Nauheim; † 30. März 1856 in Herborn). Sein Bruder Ernst Wenckenbach wurde ebenfalls Landtagsabgeordneter.
Er heiratete vor September 1837 Johanette geborene Deul (* 28. November 1811 in Diez; † 27. März 1872 in Ems), die Tochter des Stadtrates Daniel Deul.